# Sloanea guianensis
 (avril 2024).
Espèce
Classification phylogénétique
Statut de conservation UICN

 LC  : Préoccupation mineure
Synonymes
Selon GBIF (17 mars 2022) :
- Sloanea alnifolia var. lancea K.Schum.
- Sloanea alnifolia var. ovalis K.Schum.
- Sloanea regelii K.Schum.

Selon Tropicos (17 mars 2022) :
- Ablania guianensis Aubl. - Basionyme
- Dasynema alnifolium (Mart.) Walp.
- Dasynema cuneifolium (Mart.) Walp.
- Dasynema pubescens Schott
- Dasynema pubescens Turcz.
- Sloanea alnifolia Mart.
- Sloanea alnifolia var. lancea K. Schum.
- Sloanea alnifolia var. ovalis K. Schum.
- Sloanea breviseta Steyerm.
- Sloanea cuneifolia Mart.
- Sloanea guianensis var. microcarpa (Planch. ex Benth.) K. Schum.
- Sloanea maximowicziana K. Schum.
- Sloanea microcarpa Planch. ex Benth.
- Trichocarpus laurifolius Willd.

Sloanea guianensis est une espèce d'arbre sud-américain, de la famille des Elaeocarpaceae (anciennement dans les Tiliaceae).
Il est connu en Guyane sous les noms de Bouchi cousoué, Busi kuswe (Nenge tongo), et de façon générique Roucou sauvage, Roucou grand-bois, Chataîgnier pays (Créole), Kusuweran (Kali'na), Irapkamwi (Palikur), Ulukupala-ni (Wayãpi), Alotasi (Aluku), Urucurana (Portugais), Broadleaf (créole du Guyana), Rafroe njannjan (Sranan tongo).
Il porte aussi le nom de Pitomba-peluda au Brésil.
La sous-espèce Sloanea guianensis subsp. guianensis (Aubl.) Benth., 1861 porte les noms :
- au Brésil de Gindiba branca (Espirito Santo), Tapinuam do brejo, tapinuam preto (Espirito Santo, Rio de Janeiro), Gindiba preta (Bahia), Imbiuva (Paraná), Laranjeira do mata (Distrito federal, Santa Catarina, Sao Paulo), Pente de macaco (Mato Grosso), Pimenta (Pernambouc), et Urucurana (Amazonie brésilienne),
- en Bolivie de Urocosillo (Cochabamba),
- au Guyana de Aruadan,
- au Pérou de Achiotillo (Pasco), Barba de coto (Madre de Dios), Casha achiote (Huanuco), et Cepanchina (Amazonie péruvienne),
- au Venezuela de Adadidi (Yekwana dans le Bolivar), Guichú (Yekwana dans l'Amazonas), Aletón (Bolivar), Espina de erizo (Delta Amacuro), et Hicaquillo[7].
- et au Suriname de Raverienja, Siroewaballi[8], Sicrabolieballi (Arawak), et Koesoeweerjan (Karib)[9].

La sous-espèce Sloanea guianensis subsp. stipitata (Spruce ex Benth.) T.D.Penn. porte les noms :
- au Brésil de Laranjeira do mata (Santa Catarina), Pateiro (Minas Gerais), Pente de macaco (Mato Grosso), Tapinuan (Espirito Santo), et Urucurana (Amazonie brésilienne),
- en Bolivie de Chocolatillo (Santa Cruz), et Urucucillo (Beni),
- au Pérou de Casha-huayo (Huanuco), Palo hueco (Huanuco), Cutana caspi, Sepanchina (Loreto), et Tamashnum (Amazonas),
- au Venezuela de Espina de erizo (Bolivar)[8].

## Description
Sloanea guianensis est un arbre ou un arbuste atteignant 10–40 m de haut, facilement reconnaissable à ses feuilles opposées, glabres avec relativement peu de nervures secondaires, ses anthères à appendice court ou inexistant et à son petit fruit faiblement épineux, qui ressemble fortement à celui de Sloanea meianthera d'Amérique centrale dont l'aire de répartition se chevauche à celle de Sloanea guianensis au Costa Rica et au Panama.
Le tronc cannelé porte souvent des contreforts triangulaires raides, hauts, parfois ailés volants, ramifiés et avec des racines échasse.
L'écorce dégage une odeur d'amande amère, est de couleur brune, lisse, avec des anneaux et de petites écailles, l'écorce interne mince et verte avec une couche interne crémeuse.
Les rameaux de 3-6 mm de diamètre près de l'apex, finement pubescents devenant rapidement glabres, brun grisâtre à brun foncé, lisses à craquelés longitudinalement, généralement lenticellés.
Le bourgeon apical mesure 2-4 x 1-2 mm, est de forme lancéolée ou conique, finement pubescent, rarement plus larges que l'apex de la tige.
Le bois est assez lourd (densité : 0 ,76 à 1,05), et de couleur brun clair à violacé, avec une maillure apparente. Son anatomie a été décrite.
Les feuilles sont principalement opposées et décussées, parfois disposées en spirale sur les pousses vigoureuses ou juvéniles (ou parfois seulement 1 se développe et apparait alors alternes), mesurant de 5,5 × 3 cm à 13 × 7 cm (jusqu'à 26 × 13 cm), sont de forme largement lancéolé, ovale, elliptique à largement oblancéolée ou étroitement obovale, à l'apex acuminé, aigu, obtus, obtus cuspidé ou arrondi, et à base généralement aiguë, parfois étroitement cunéiforme ou atténuée, ou obtuse, arrondie ou tronquée.
La marge est entière ou légèrement à fortement ondulée ou crénelée (ou avec quelques dents peu profondes).
Le limbe est chartacé à coriace ou membraneux, plus ou moins glabre, à pubescent.
Le nervation est eu-camptodrome ou parfois partiellement wikt:brochidodrome.
La nervure médiane est plate ou légèrement imprimée sur la face supérieure, pubérulente-pulvérulente sur la face supérieure, et glabre à pubérulente en dessous, avec des poils de moins de 0,1 mm de long.
Les (5)6-9(-12) paires de nervures secondaires sont ascendantes, à des angles < 70° par rapport à la nervure médiane, arquées, convergentes ou parallèles.
Les nervures tertiaires sont généralement obliques et parallèles, parfois réticulées, avec un fin réseau d'ordre supérieur généralement visible sur la face inférieure.
Le pétiole est long de 0,5 à 5 cm, pour 1-1,5 mm de diamètre, finement pubérulent devenant glabre.
Les stipules sont généralement caduques, peu visibles, longs de 1-3(-4) mm, étroitement triangulaires à lancéolées, généralement pubérulentes, uniformément colorées, dans le bourgeon apical.
L'inflorescence, à (1)3–5(9) fleurs, est composée de racèmes axillaires (parfois issus de branches), souvent groupés à l'aisselle des feuilles mortes, longs de 1,5-4(-6) cm (beaucoup plus que le pétiole), en grappe lâche peu fleurie ou occasionnellement en panicule, légèrement pubérulente.
Le pédoncule est long de 0-1,5 cm.
Le pédicelle est long de 0,3-1(-2) cm.
Les bractées sont longues de 1 à 3 mm, en forme de lanière, caduques.
La fleur est parfumées, jaunes, blanches ou de couleur crème.
On compte 4-6(-8) sépales, souvent inégaux, longs de 1-4(-5) mm (plus courts que les étamines), persistants lors de la fructification, de forme aiguë, lancéolée, ovale ou triangulaire, libres, un peu pubérulents à l'extérieur, un peu pubéreux à glabres à l'intérieur, avec une estivation ouverte à légèrement imbriquée à la base.
Les pétales sont absents.
Le réceptacle floral est plat ou légèrement concave, pubescent, et mesure 1,5-3(-4) mm de diamètre.
On observe 30-60 étamines, avec des filets longs de 2-3(-4,5) mm, peu à densément pubescents.
Les anthères sont longues de 1-1,5 mm, de forme oblongue à ellipsoïde, grossièrement pubescentes à glabres, à déhiscence latérale, avec le connectif pourvu d'un appendice long de 0,5-1 mm, subglabre, parfois absent.
L'ovaire long de 1,5-3 mm, de forme ovoïde, parfois à 4 angles, densément pubescent, contenant (3-)4(-6) loges, avec le style long de 1-4 mm (de même taille que l'ovaire), souvent tordu, pubescent en dessous ou glabre, et le stigmate court à (3-)4(-6) lobes.
Le fruit est une petite capsule mesurant 1 x 0,5 à 1,7 x 1,1 cm, de forme ellipsoïde à obovoïdes, à apex et base aigus, obtus ou arrondis, pubérulents à veloutés, s'ouvrant par (2-)3-4-valves épaisses de 0,75-1,5 mm, de forme étroitement elliptiques à oblongues, peu à densément épineuses (la face externe rouge sale, veloutée, la face interne blanche), et contient une graine unique.
Les épines sont caduques, longues de 2-10 mm, monomorphe, de couleur vert jaunâtre devenant violacée, légèrement effilé de la base à l'apex, ou rectiligne (non effilé), fines, droites, pubescentes (poils antrorse clairs et pointus), pouvant être touffues à l'apex.
La graine solitaire, mesurant (0,8)1-1,3(1,5) x 0,5-0,7 cm, est blanche, de forme ellipsoïdes, presque entièrement entourée par un arille (une petite zone à l'apex de la graine est exposée), de couleur rouge à orangé-cramoisi, charnu, libre (à l'exception de l'attachement au tiers basal de la graine).
L'embryon comporte des cotylédons collatéraux plats et une mince couche d'endosperme apicale légèrement radicale exserte,,,,.

### Taxons infra-spécifiques
On distingue trois sous-espèces au sein de Sloanea guianensis :
- Sloanea guianensis subsp. guianensis (Aubl.) Benth., 1861 porte des feuilles de forme elliptique, à l'apex aigu à acuminé, et à la base aiguë, étroitement cunéiforme ou atténuée. La marge est entière. Le limbe est généralement chartacé à finement coriace. Le pétiole est souvent de taille inférieure à 1,5 cm. Les étamines sont subglabres, avec un appendice court ou inexistant sur le connectif.
- Sloanea guianensis subsp. purdiei (Griseb. ex R.O.Williams) T.D.Penn. porte des feuilles de forme largement lancéolée ou ovale, à l'apex aigu à acuminé, et à la base obtuse à arrondie. La marge est entière ou ondulé ou crénelé. Le limbe est herbacé. Le pétiole est long de 2 à 5 cm. Les étamines sont subglabres, avec un appendice très court ou absent sur le connectif.
- Sloanea guianensis subsp. stipitata (Spruce ex Benth.) T.D.Penn. porte des feuilles de forme oblancéolée ou obovale, à l'apex obtus à arrondi, et à la base aiguë, étroitement atténuée ou cunéiforme. La marge est souvent ondulée ou crénelée. Le limbe est coriace. Le pétiole dépasse généralement 2 cm de long. Les étamines sot densément pubescentes, avec un appendice bien développé sur le connectif.

Les formes typiques de subsp. guianensis et subsp. stipitata sont très différentes l'une de l'autre et ont été reconnues comme des espèces distinctes par C.E.Smith (1954).
Cependant, l'examen de plusieurs centaines de spécimens supplémentaires permet de conclure qu'il est impossible de les maintenir comme séparées, en raison des nombreux spécimens intermédiaires présents dans leur aire de répartition.
Ils partagent la même aire de répartition géographique et les mêmes phénologies de floraison et de fructification.
Dans la partie occidentale de son aire de répartition (contreforts andins de la Colombie, de l'Équateur, du Pérou et de la Bolivie, ''subsp. stipitata affectionne plutôt les forêts périodiquement inondées, tandis que subsp. guianensis préfère les zones hautes de terre ferme non inondée, mais il existe de nombreuses exceptions ailleurs dans l'aire de répartition.

## Répartition et écologie
Sloanea guianensis est l'espèce la plus commune et la plus répandue des Sloanea américain.
Elle est présente à travers l'Amérique du Sud tropicale, du Costa Rica, et du Panama jusqu'à Santa Catarina au sud du Brésil, en assant par la Colombie, le Venezuela (Delta Amacuro, Bolívar, Amazonas, Apure, Sucre, Tachira), le Guyana, le Suriname, la Guyane, le Brésil amazonien, le Pérou, l'Équateur, et la Bolivie.
Au Venezuela, on le rencontre dans les forêts sempervirentes de plaine jusqu'aux basses montagnes, dans les forêts ripicoles, souvent sur des sols sableux ou granitiques, autour de 100–600 m d'altitude.
Dans la forêt atlantique submontagnarde (sud-ouest du Brésil), c'est un arbre commun de la canopée, de DHP supérieur à 30 cm.
En Guyane, Sloanea guianensis fleurit en octobre, et fructifie en Janvier, Avril, Mai et Novembre. Il est commun, dans les forêts de terre ferme (non inondées) à toutes les altitudes.
Au Suriname, Sloanea guianensis fleurit en Août-Septembre, et fructifie en février-mars.
- Sloanea guianensis subsp. guianensis (Aubl.) Benth., 1861 présente une écologie variable, mais préfère généralement les forêts pluviales de terre ferme (non inondées) de basse altitude de basse altitude, généralement jusqu'à 500 m, mais parfois jusqu'à 1 000 m dans l'ouest de son aire de répartition, au Pérou amazonien, où on le rencontre notamment dans les forêts sur sable blanc et occasionnellement dans les forêts inondées (tahuampa) en compagnie de S. guianensis ssp. stipulata. Il est présent dans les forêts humides de la côte brésilienne, du Pernambouc au Rio Grande do Sul et dans les forêts galeries des régions plus sèches du sud-est du Brésil.
- Sloanea guianensis subsp. purdiei (Griseb. ex R.O.Williams) T.D.Penn. est présent dans la forêt pluviale présent à 300-500 m d'altitude à Trinidad, Tobago, dans la forêt de nuages humides entre 600 et 1 050 m d'altitude du nord du Venezuela (Monagas, Sucre) et dans la forêt pluviale de basse altitude à environ 250 m d'altitude en Guyane.
- Sloanea guianensis subsp. stipitata (Spruce ex Benth.) T.D.Penn. est un arbre des forêts pluviales de plaine et de montagne du niveau de la mer à 1 550 m d'altitude dans divers habitats. Il est présent au Costa Rica, et en Guyane, très fréquent sur les sols alluviaux des forêts inondées périodiquement ou en permanence (varzea et igapo) en Amazonie, notamment péruvienne[13], mais aussi fréquent dans des secteurs de terre ferme (non inondés) sur les sols alluviaux fertiles et les latosols rouges en Bolivie, en Colombie, et en Équateur[8].

Sloanea guianensis produit des fruits particulièrement attractifs pour les oiseaux (23 espèces ont été observées dans le Parque Estadual Carlos Botelho (pt), São Paulo, Brésil), mais présente une faible efficacité de dispersion de ses graines.
Dans le Parque Estadual Intervales (pt) (Brésil), les fruits de Sloanea guianensis sont largement consommés à basse altitude par le toucanet Baillonius bailloni. L'arille de ces fruits contient 90,9 % d'eau, et la matière sèche est composée à 2,5 % de lipides, 6,9 % de protides, 87,7 % de glucides, et de 2,9 % de sels minéraux.
On a aussi suivi les facteurs de mortalité de Sloanea guianensis du stade graine au stade jeune arbre au long des transitions démographiques : Sloanea guianensis est particulièrement sensibles à la prédation au cours des premiers stades d'établissement par rapport aux derniers stades d'établissement et cette mortalité au stade précoce peut être plus cruciale que les différences de peuplement en tant que déterminants d'une régénération réussie.
Sloanea guianensis présente un modèle de dissémination à "germination concentrée" : les semis sont concentrés autour des arbres mères, particulièrement dans les trouées forestières.
On a analysé l'allométrie de la forme de la cime et du diamètre du tronc avec la hauteur de l'arbre chez Sloanea guianensis comme "espèce émergente".
À Morro do Baú (bukid) (ceb) (forêt atlantique de Santa Catarina, Brésil), Sloanea guianensis est un arbre co-dominant de la canopée, qui est l'hôte de mycorhizes à hyphes aseptés intracellulaires.
On a montré dans l'État du Paraná, que la valeur énergétique des feuilles de Sloanea guianensis varie significativement selon la saison.

## Utilisation
Le bois de Sloanea guianensis subsp. stipitata (Spruce ex Benth.) T.D.Penn. est utilisé pour fabriquer des planches pour la construction à Esmeraldas (Équateur).
On sculpte des pagaies de canoë dans ses contreforts, et son bois sert comme bois de chauffe à Loreto (Pérou).
La décoction d'écorce de Sloanea spp. est réputée fébrifuge en Guyane. Les feuilles servent à confectionner des paniers pour transporter les cassaves au Guyana. Le bois sert à la construction de la charpente des carbets.
Il est recommandé d'utiliser les graines de Sloanea guianensis (Pitomba-peluda) pour nourrir les pécari à collier (Tayassu tajacu) en élevage à petite échelle en Amazonie, car elles sont riches en matières grasses (12,13 %).
Les extraits de feuilles et tiges de Sloanea guianensis présentent des propriétés antifongiques, par inhibition de l'activité de l'acétylcholinestérase.
Les extraits de Sloanea guianensis ont montré une activité antivirale contre les virus de l'herpès simplex de type 1 "HSV-1 KOS" et "29-R", et dans une moindre mesure contre le virus de la rage.

## Protologue

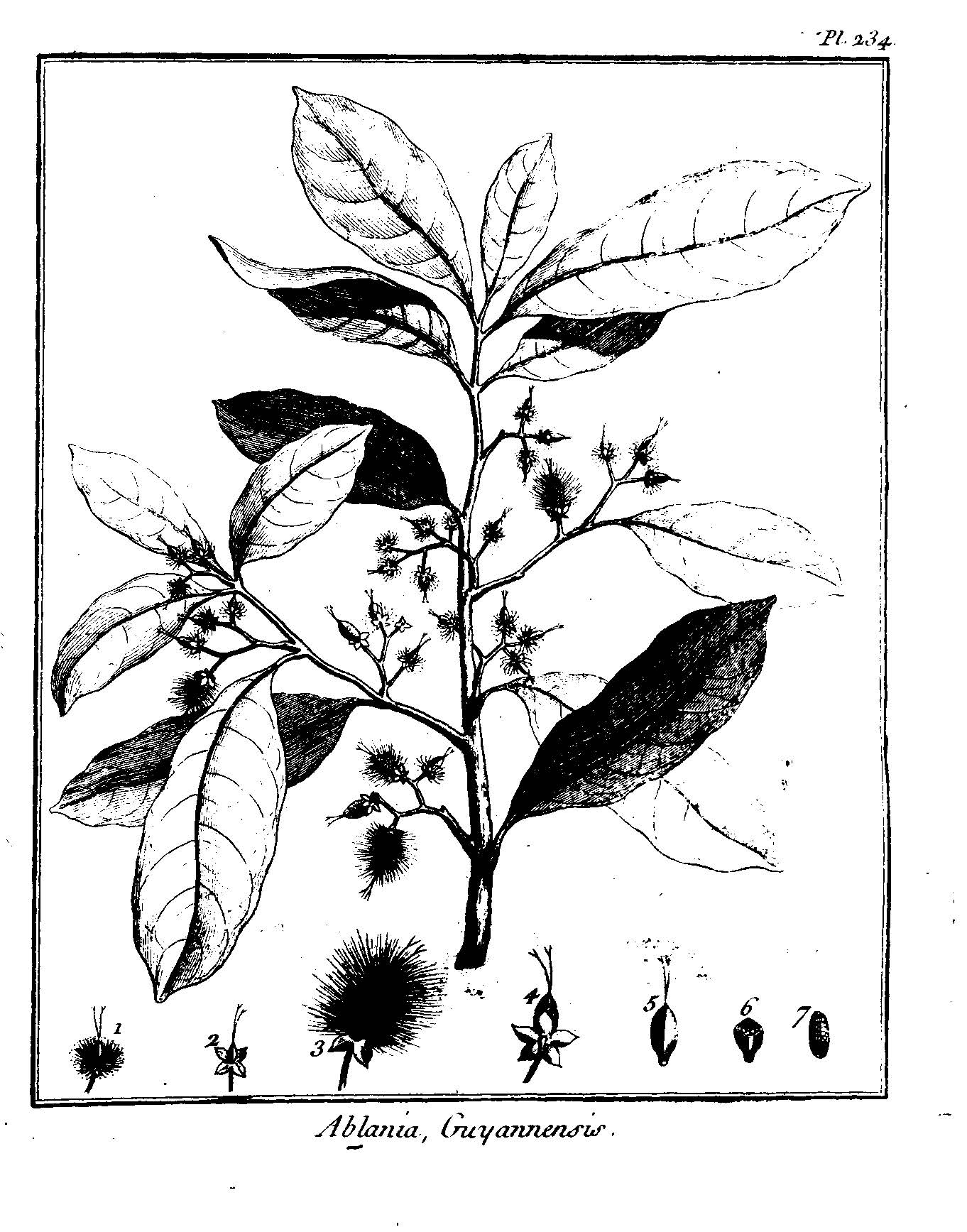
Sloanea guianensis par Aublet (1775)
Planche 234.
Les parties de la fleur ſont de grandeur naturelle. - l. Fleur épanouie. Étamines. - 2. Calice. Piſtil. - 3. Calice. Capſule. Poils. Styles. Stigmates. - 4. Calice vu en deſſous. Capſule dépouillée de ſes poils. Styles. - 5. Capſule nue. - 6. Capſule coupée en travers. - 7. Placenta charge, de ſemences.

En 1775, le botaniste Aublet propose le protologue suivant : 

« ABLANIA Guianenſis. (Tabula 234.) 
Arbor trunco quadraginta & quinquaginta-pedali, ad ſummitatem ramoſo ; ramis latè & undiquè ſparſis. Folia alterna, ovato-oblonga, acuta, undulata, rigida, glabra, incegerrima, petiolata. Flores corymboſi, axillares.
Florebat, fructumque ferebat Novembri.
Habitat in ſylvis Sinemarienſibus.
Nomen Caribæum GOULOUGOU-ABLANI.

L'ABLANIER de la Guiane. (Planches 234.)
le tronc de cet arbre s'élève 4 quarante ou cinquante pieds, ſur environ deux pieds & demi de diamètre. Son écorce eſt liſſe & rouſſâtre. Le Bois de ſon aubier eſt blanchâtre, celui du centre eſt rougeâtre. II pouſſe à ſon ſommet un grand nombre de branches qui s'étendent au loin, & ſe répandent en tous ſens. Elles ſont chargées de rameaux garnis de feuilles alternes, entières, liſſes, vertes, ondulées, fermés, ovales, terminées par une pointe. Les plus grandes ont ſept pouces de longueur, ſur deux & demi de largeur. Leur pédicule eſt court, convexe en deſſous, creuſé en gouttiere en deſſus.
Les fleurs naiſſent par petits bouquets aux aiſſelles des feuilles ou an deſſus.
Le calice eſt d'une ſeule pièce, diviſé profondément en quatre ou cinq parties.
II n'y a point de corolle.
Les étamines ſont en grand nombre. J’en ai compté depuis ſoixante juſqu'à ſoixante-dix. Elles ſont attachées au deſſous de l'ovaire. Les filets ſont blancs. Les anthères ſont petites, jaunes & à deux bourſes.
Le piſtil eſt un ovaire oblong, velu, ſurmonté de deux styles, qui ſe partagent à leur extrémité en deux petites branches, terminées par un STIGMATE obtus.
L'ovaire devient une capsule ſèche, hériſſée de longs poils roides & rouſſâtres. Ces poils par le frottement tombent aiſément. Lorſque la capſule en eſt dépouillée, elle paroit liſſe, à quatre côtes. Elle s'ouvre en quatre valves qui tombent, & laiſſent à découvert un placenta chargé de menues semences enveloppées dans une membrane viſqueuſe & rouge. Cette capſule dans ſa maturité eſt de la groſſeur d'une noiſette.
Cet arbre eſt nommé GOULOUGOU-ABLANI par les Galibis.
Je l'ai trouvé en fleur & en fruit au mois de Novembre.
II eſt commun ſur les bords d'une rivière qui ſe jette dans celle de Sinémari, à trente lieues de ſon embouchure.
Les parties de la fleur ſont de grandeur naturelle. »

— Fusée-Aublet, 1775.

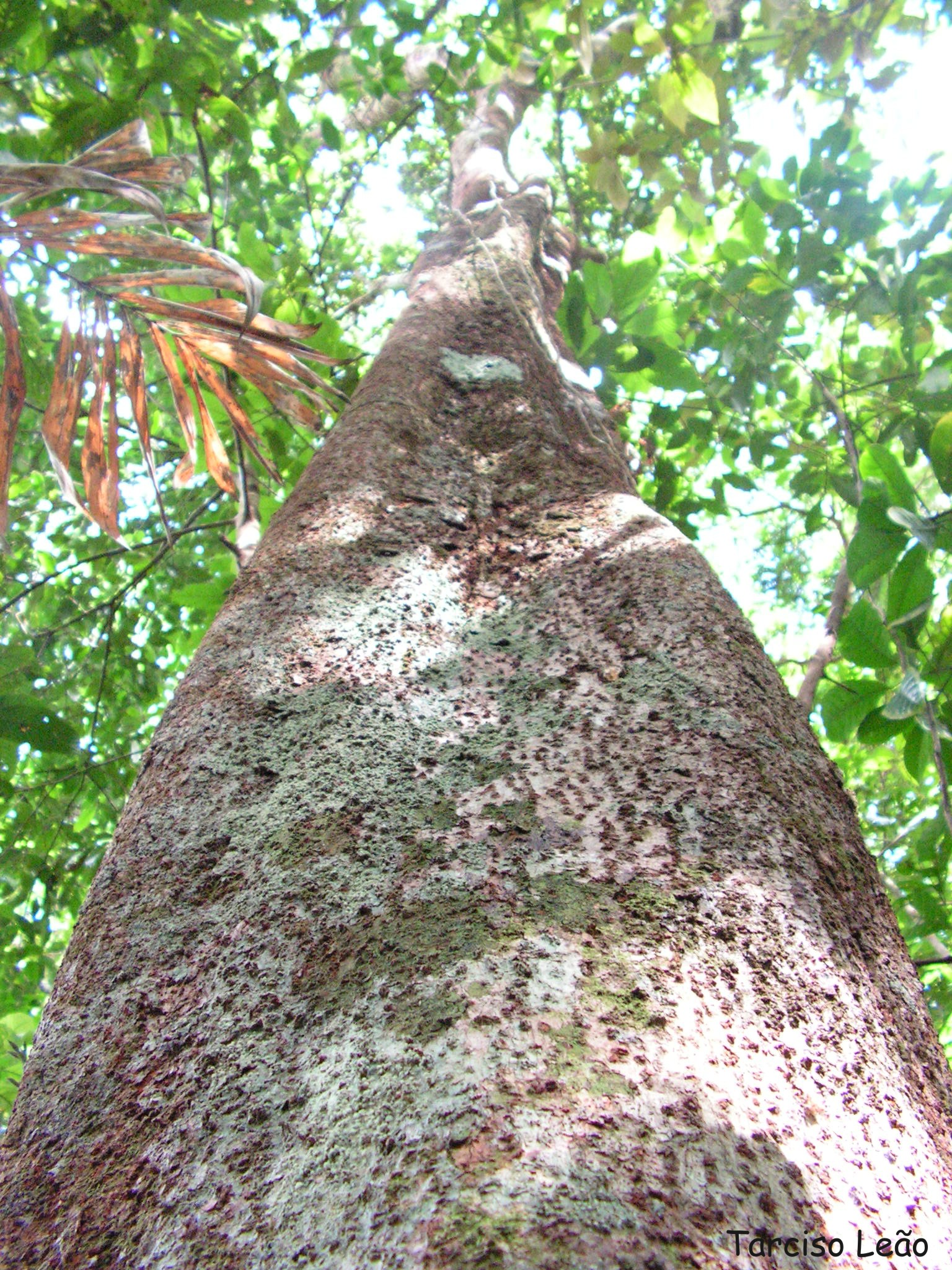
Tronc de Sloanea guianensis
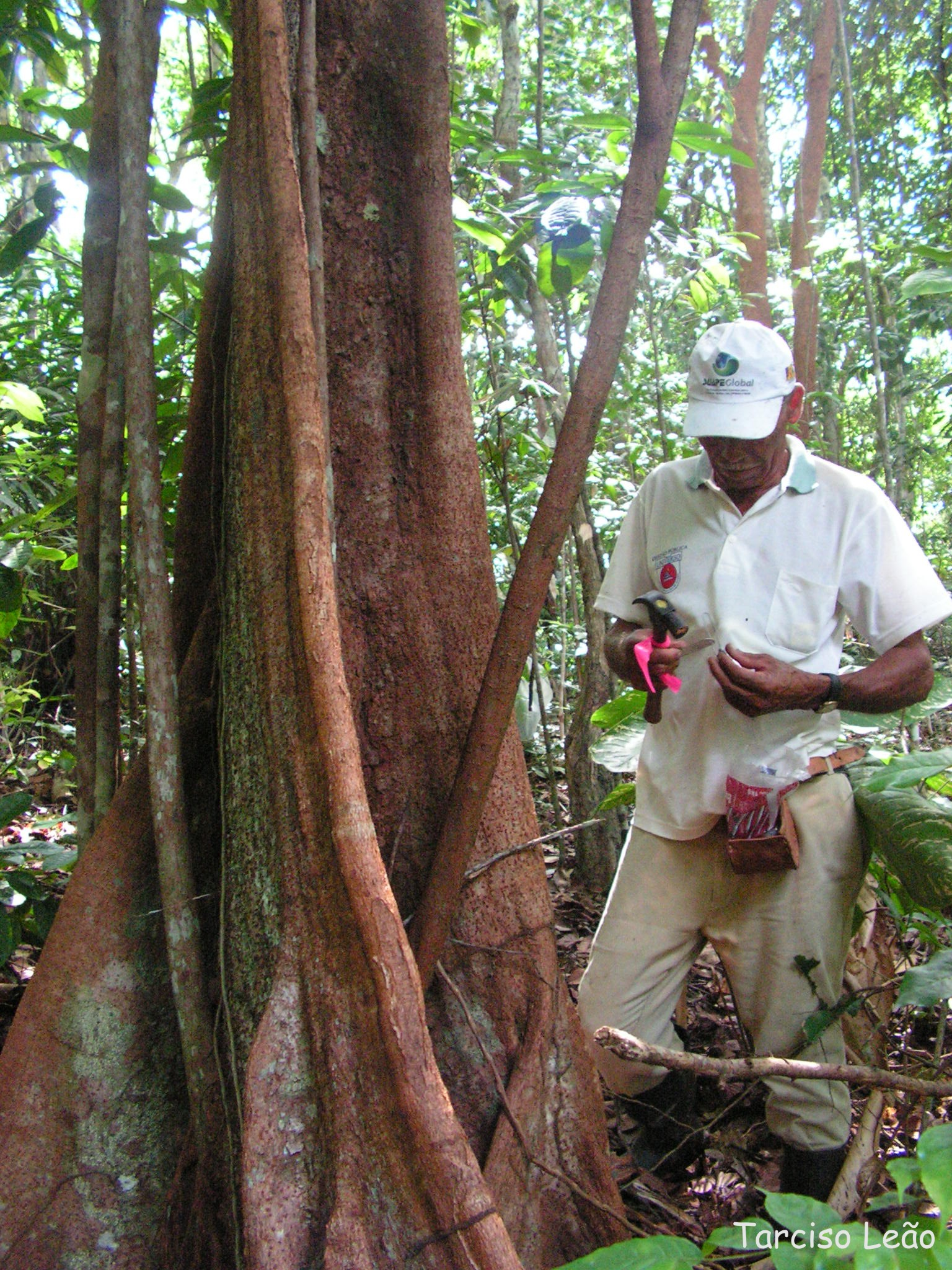
Base du tronc de Sloanea guianensis dans la Mata do Sabiá (Cabo de Santo Agostinho, Pernambouc, Brésil)
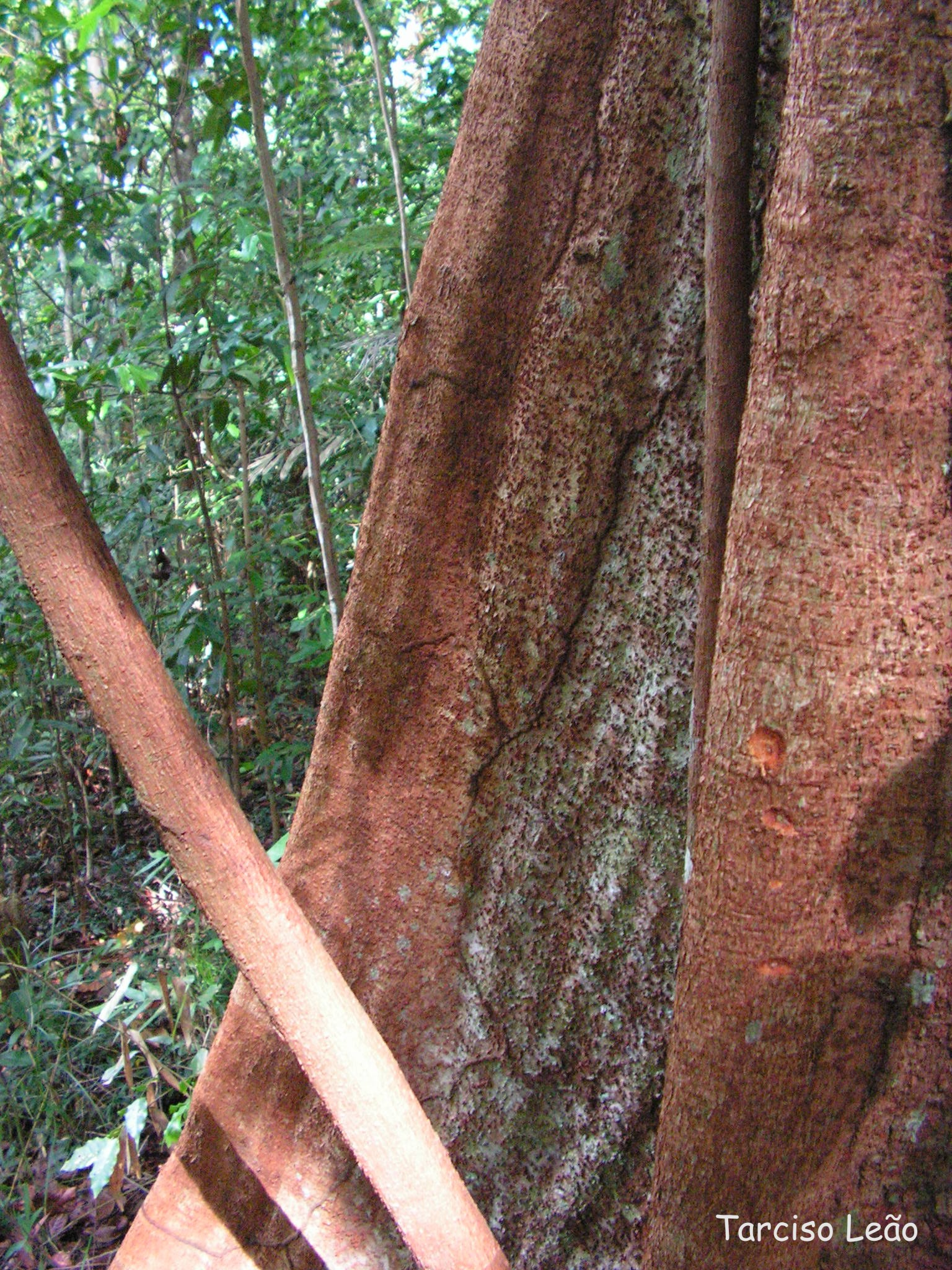
Contreforts de Sloanea guianensis
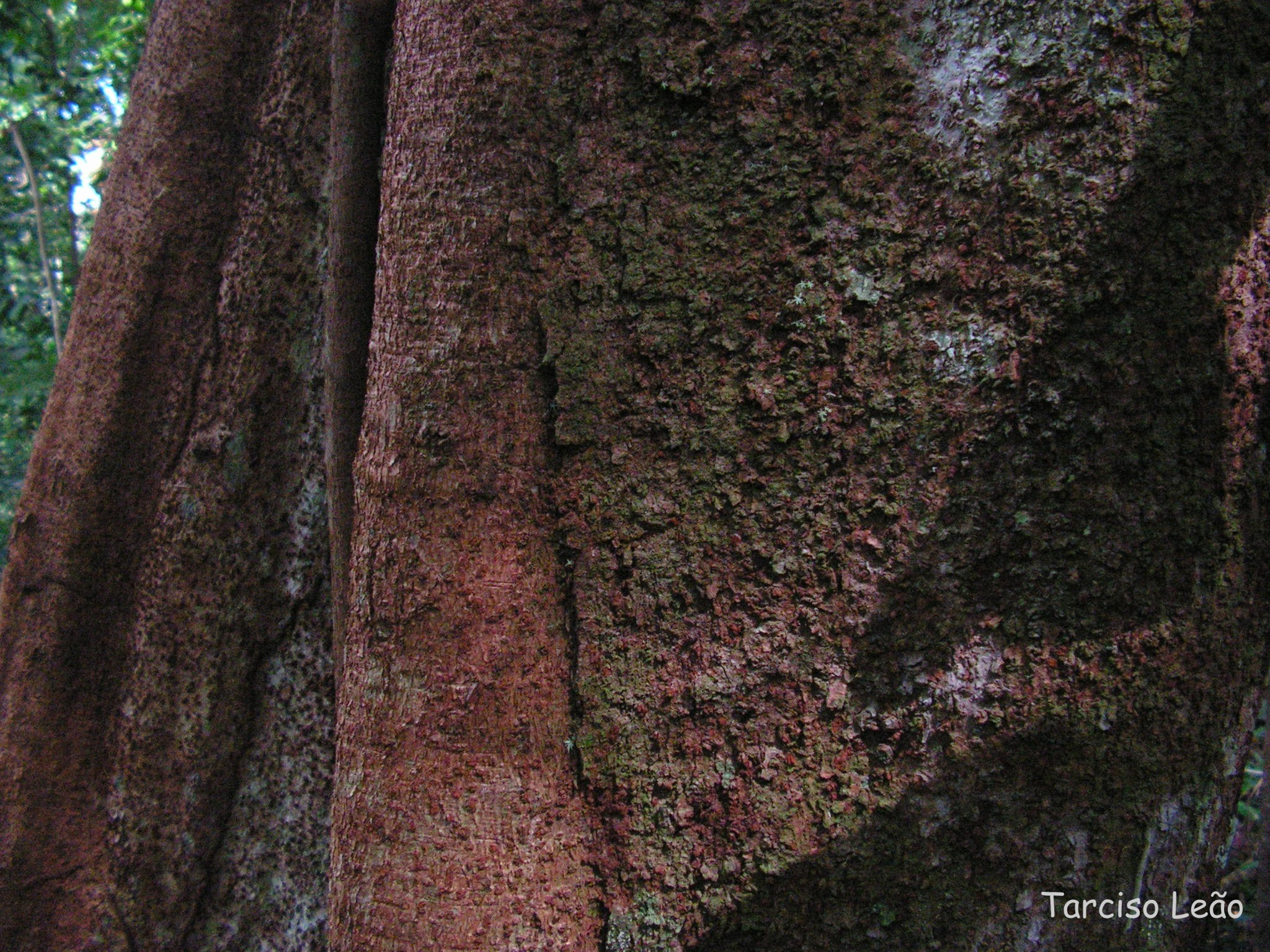
Écorce  de Sloanea guianensis
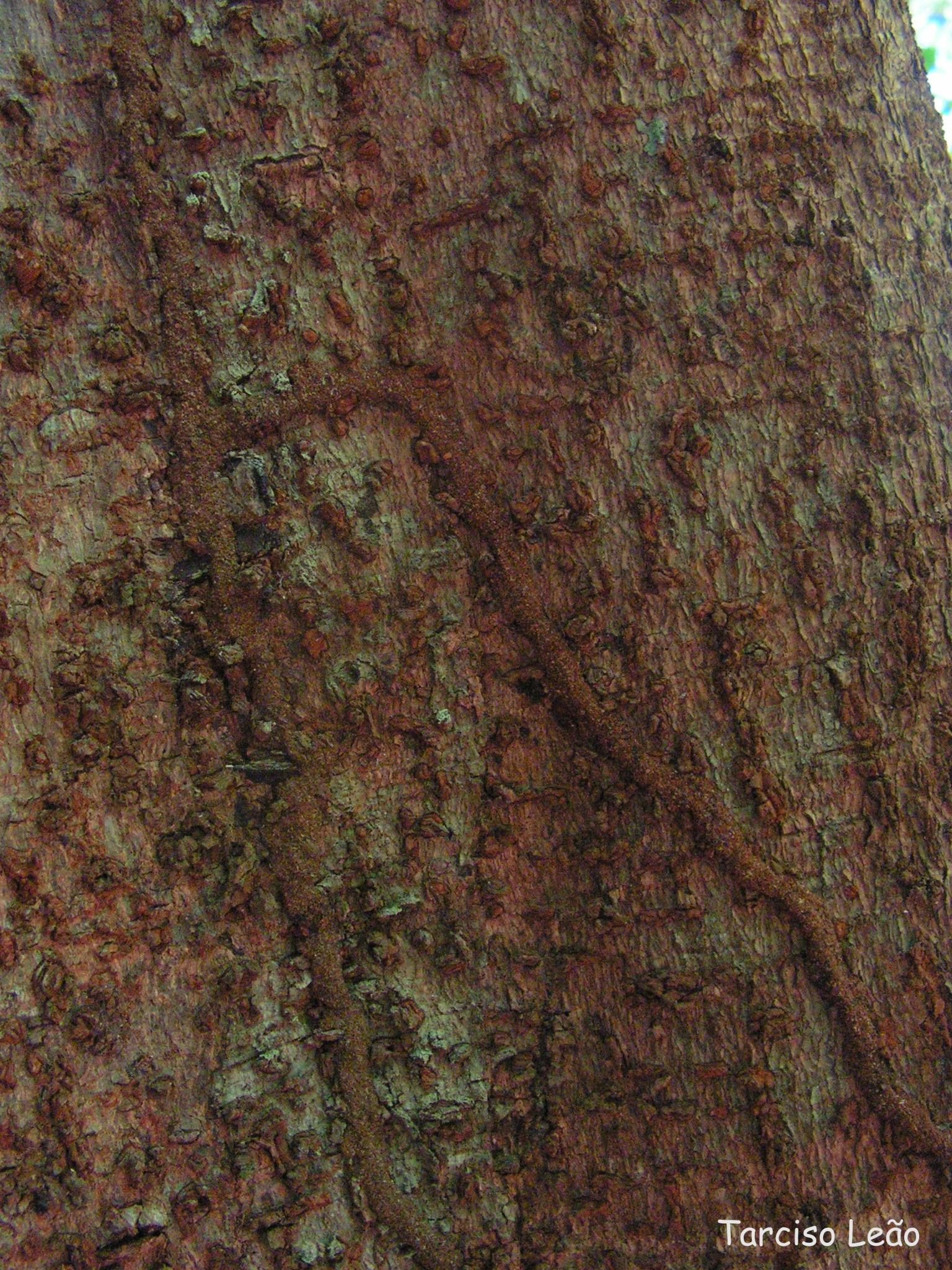
Écorce de Sloanea guianensis
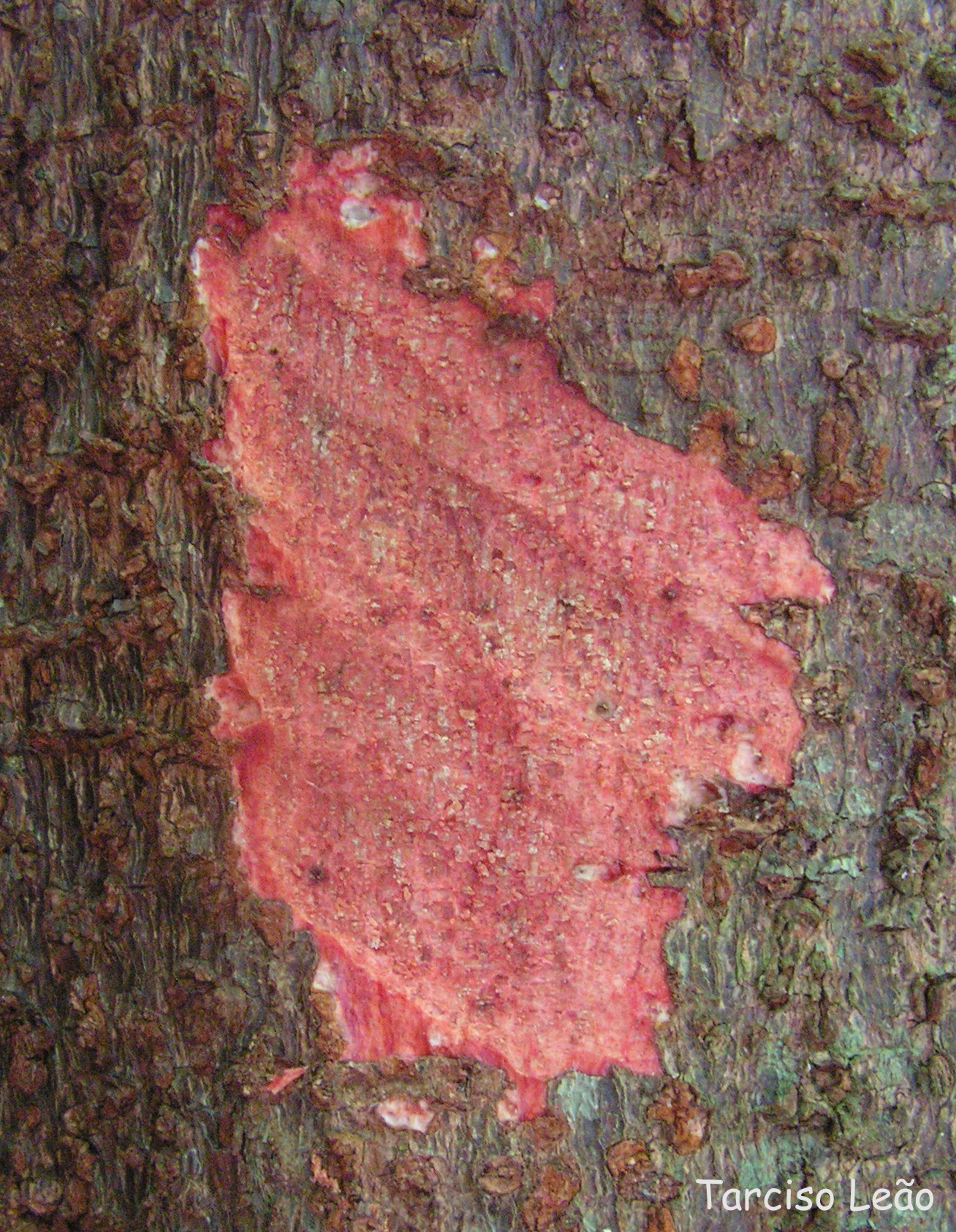
Flachis de Sloanea guianensis
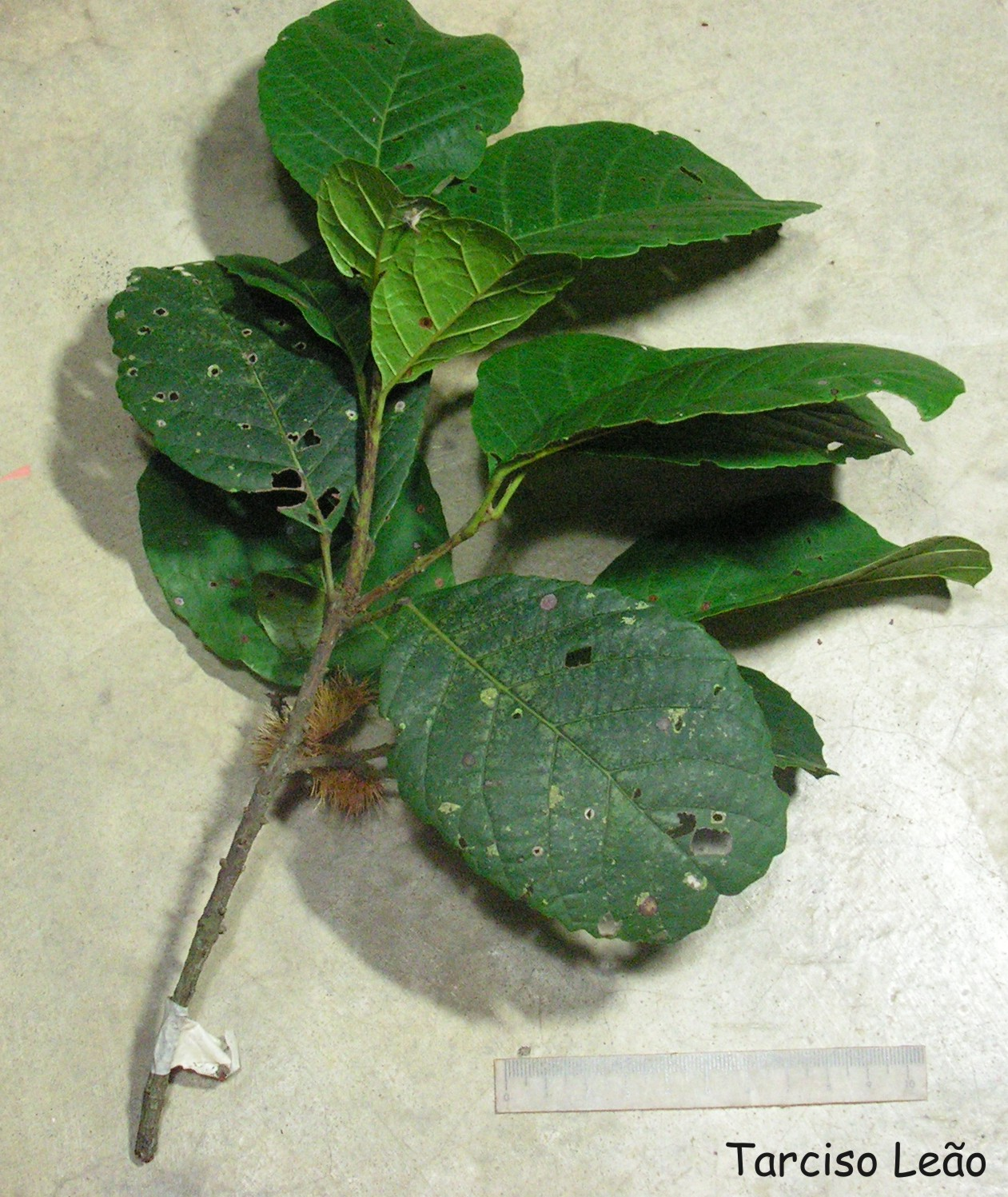
Rameau feuillé de Sloanea guianensis
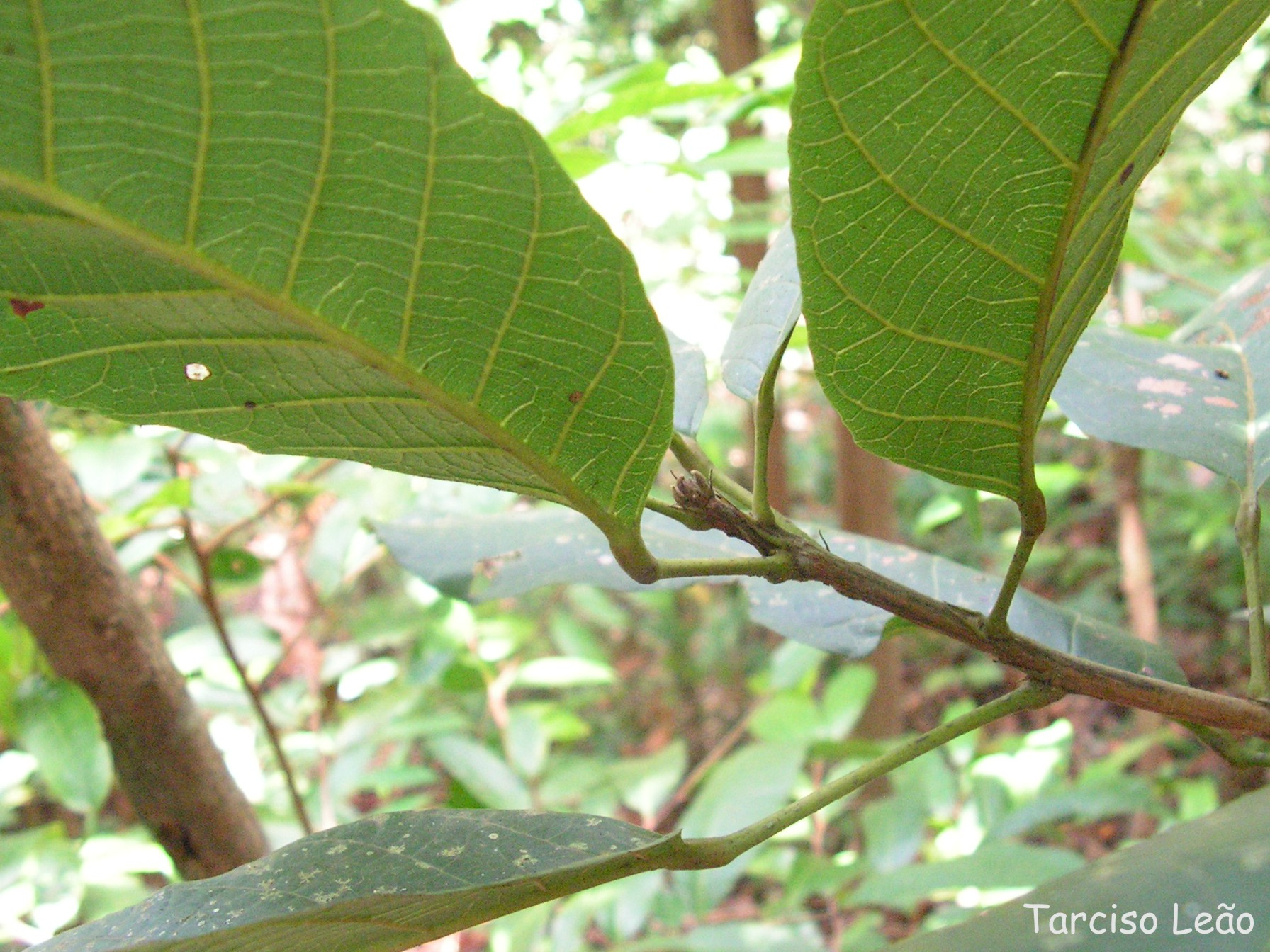
Rameau feuillé de Sloanea guianensis
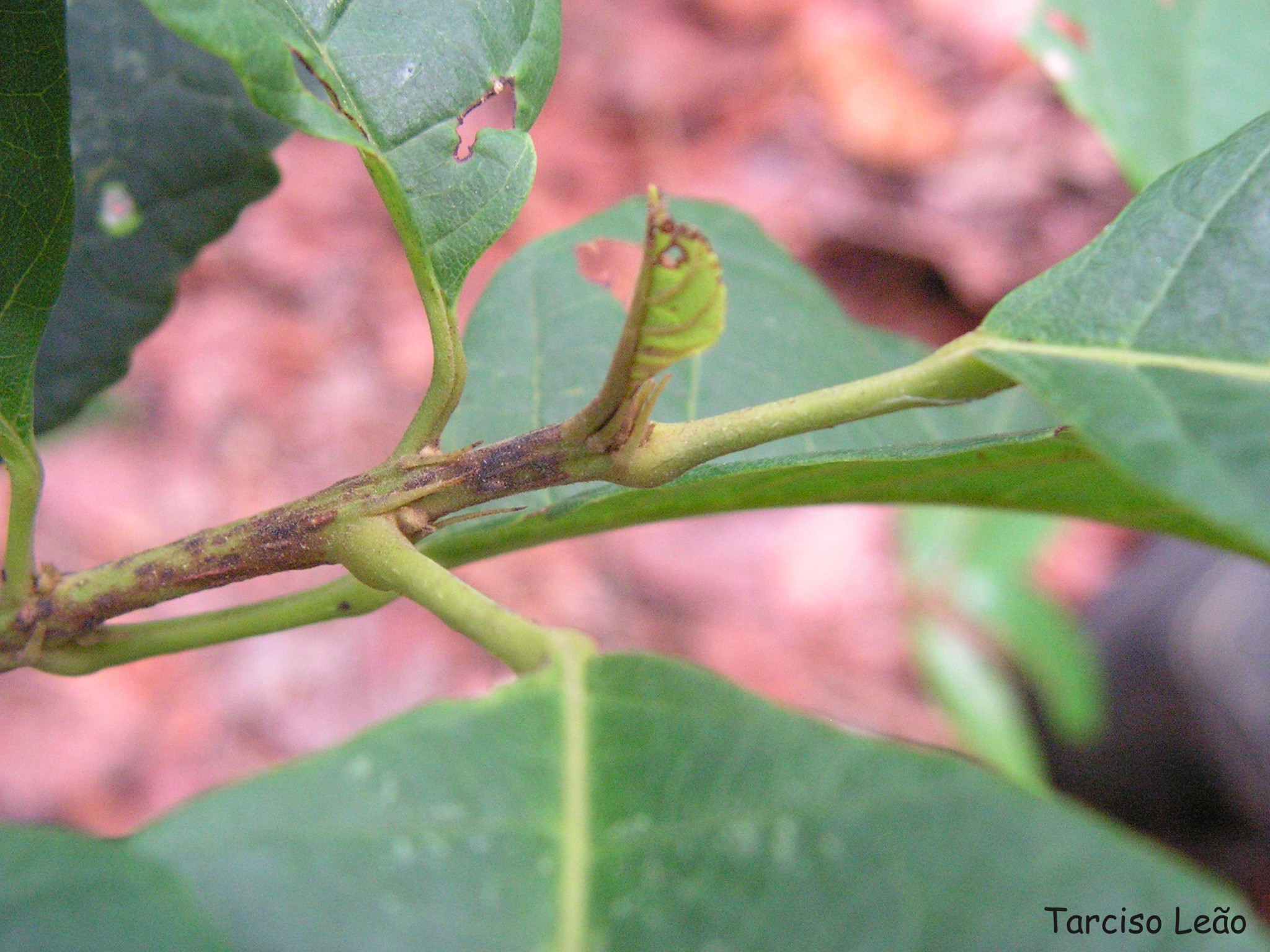
Apex d'un rameau feuillé de Sloanea guianensis
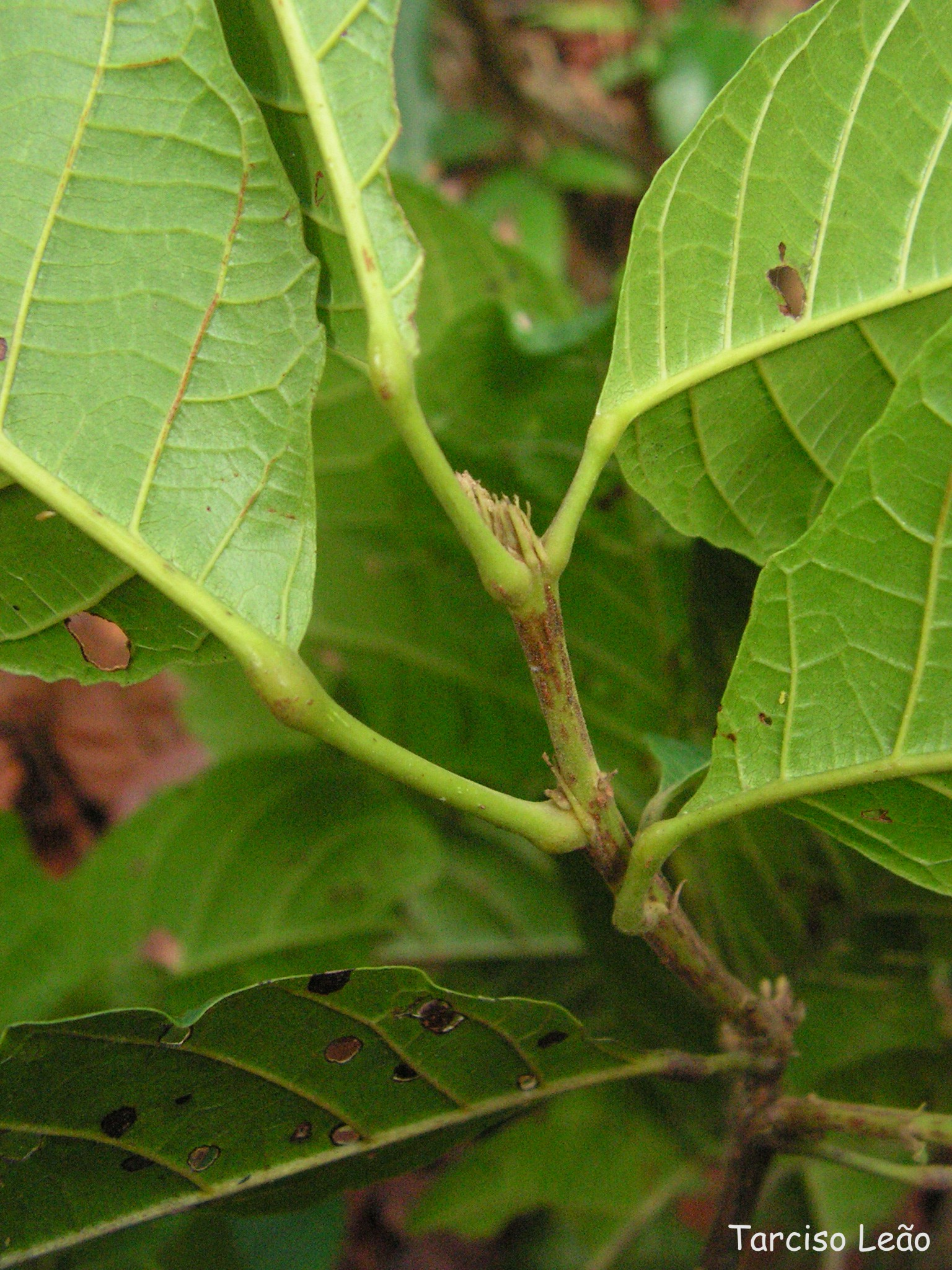
Rameau et base des feuilles de Sloanea guianensis
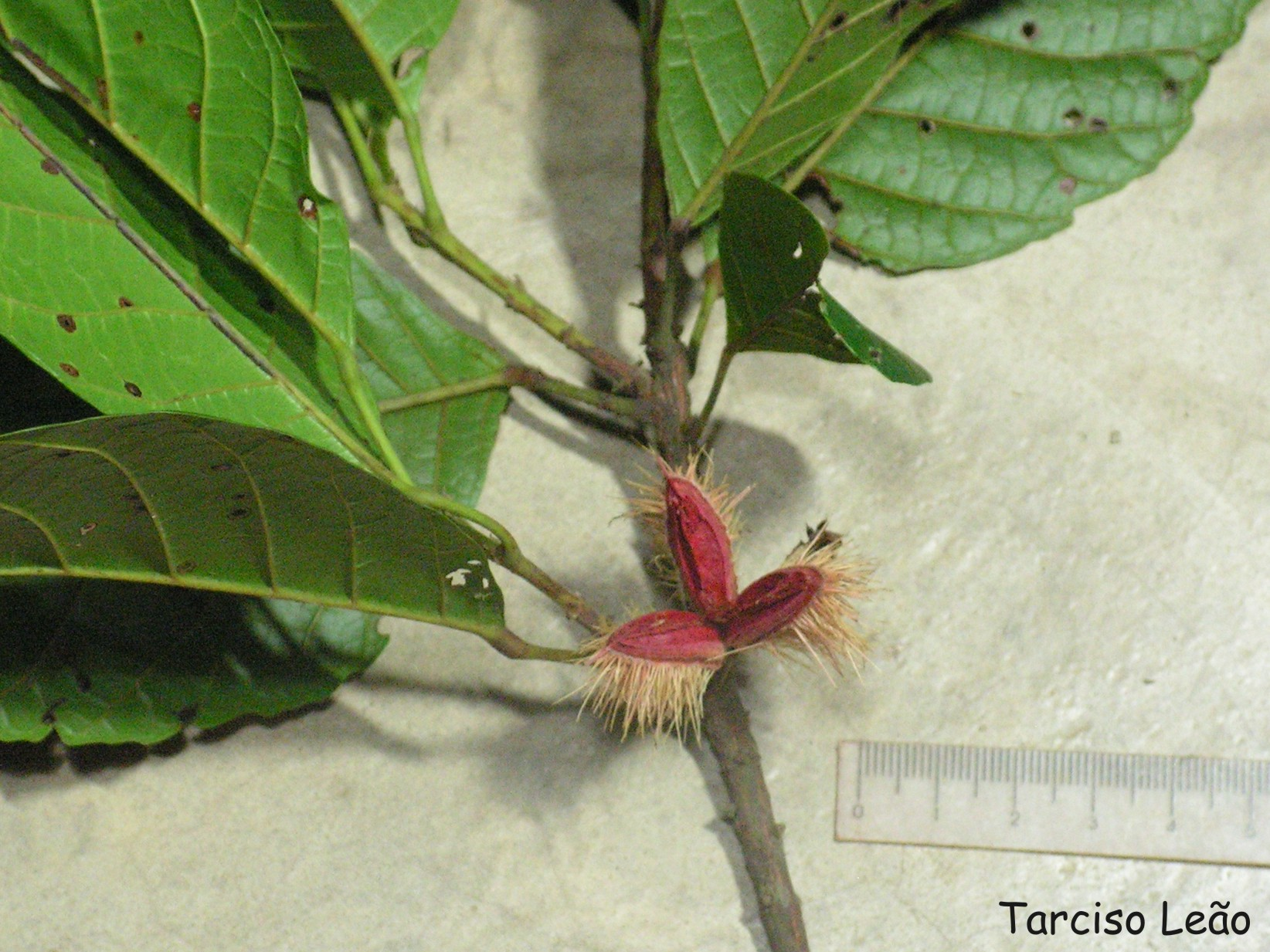
Fruit sur branche feuillée de Sloanea guianensis
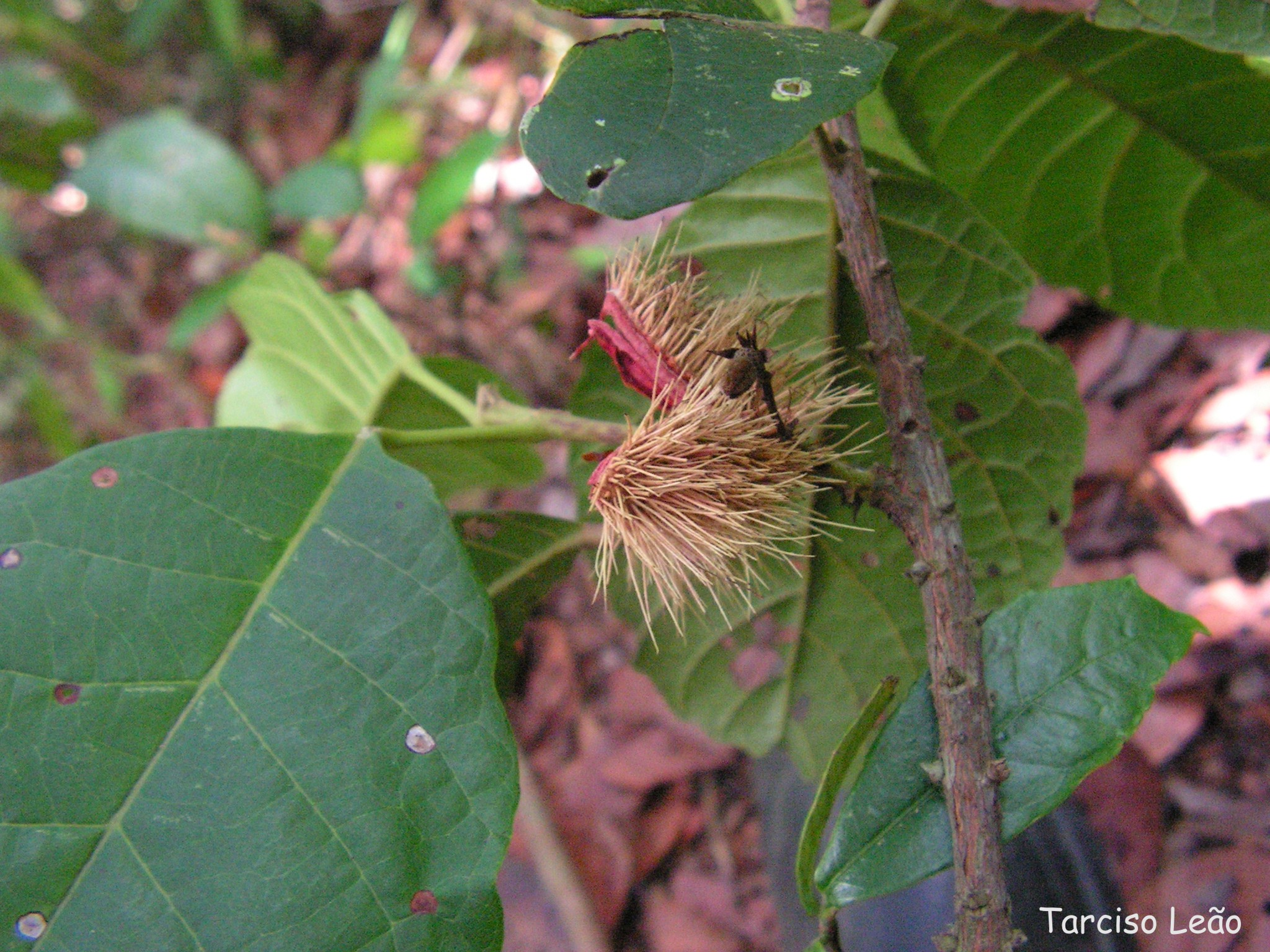
Fruit fraichement ouvert de Sloanea guianensis
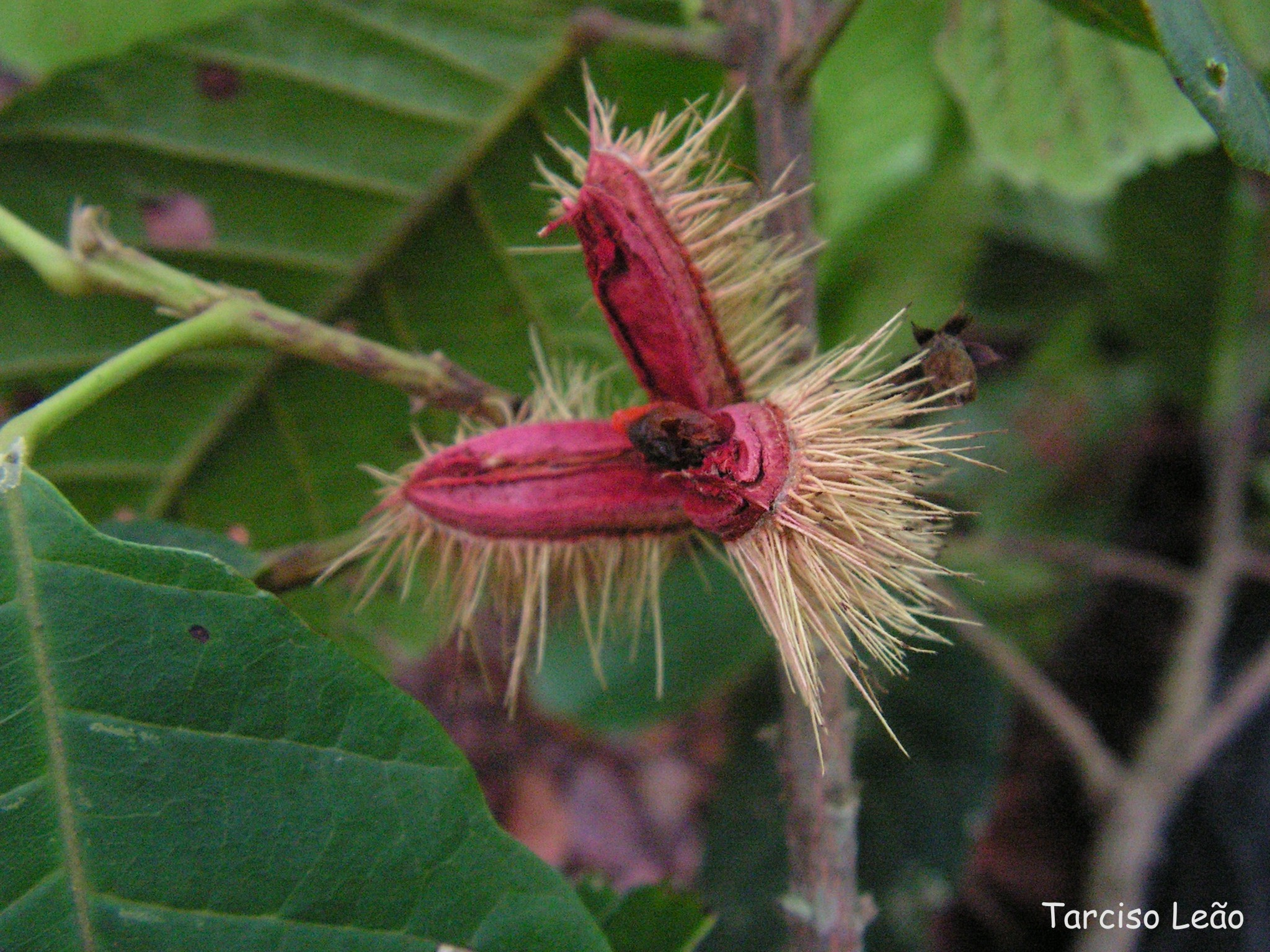
Fruit fraichement ouvert de Sloanea guianensis
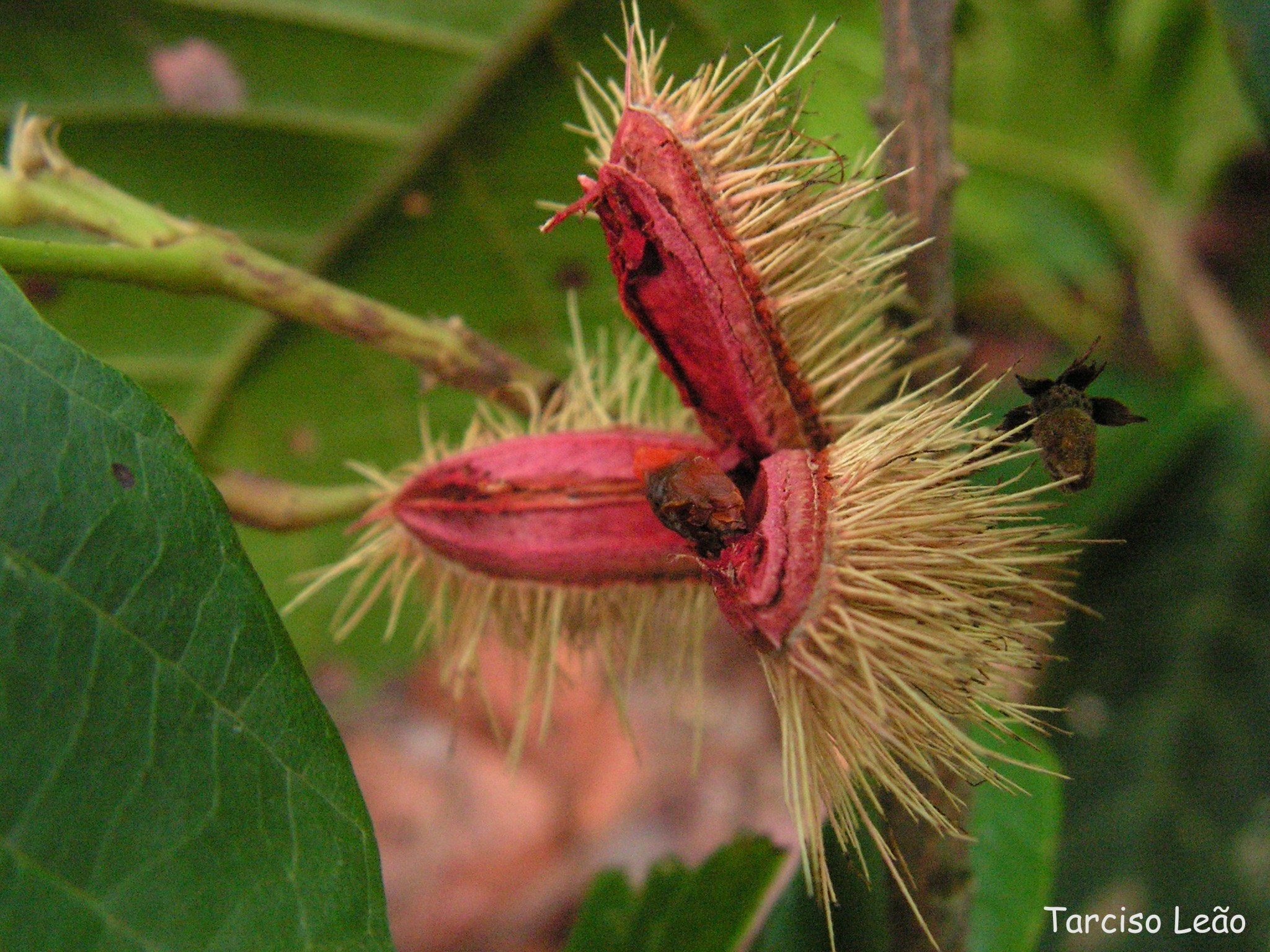
Fruit fraichement ouvert de Sloanea guianensis
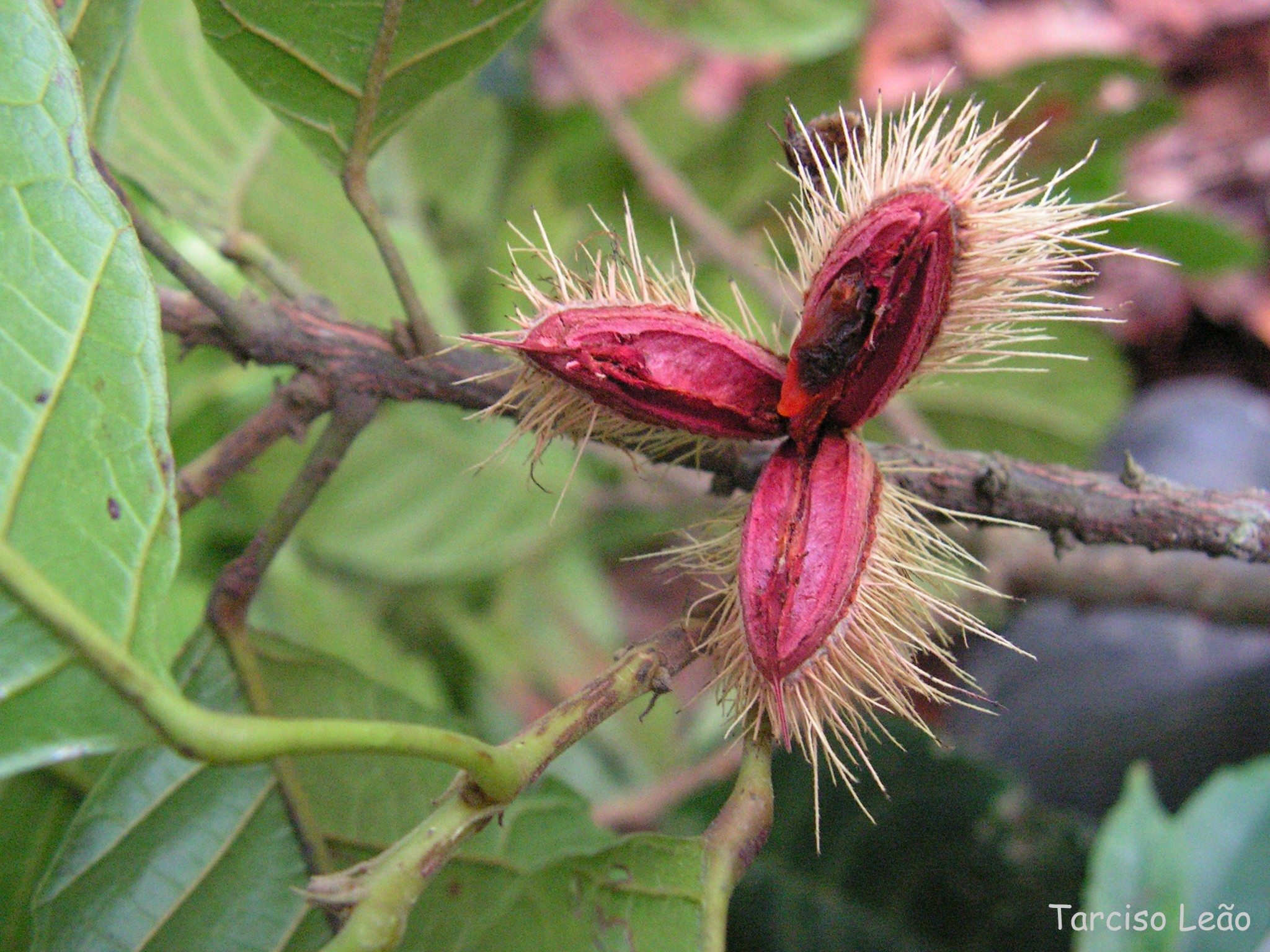
Fruit fraichement ouvert de Sloanea guianensis
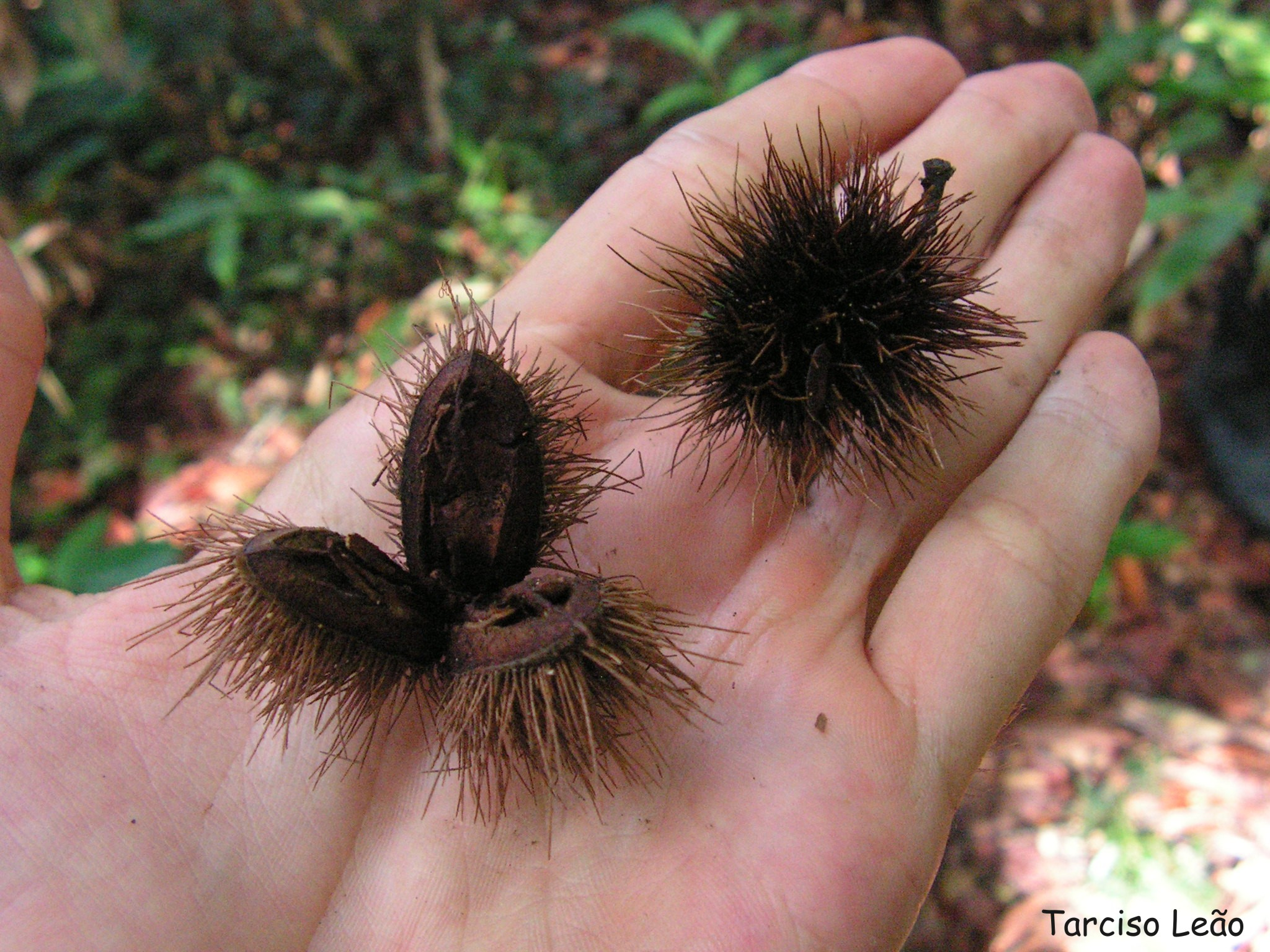
Vieux fruits de Sloanea guianensis
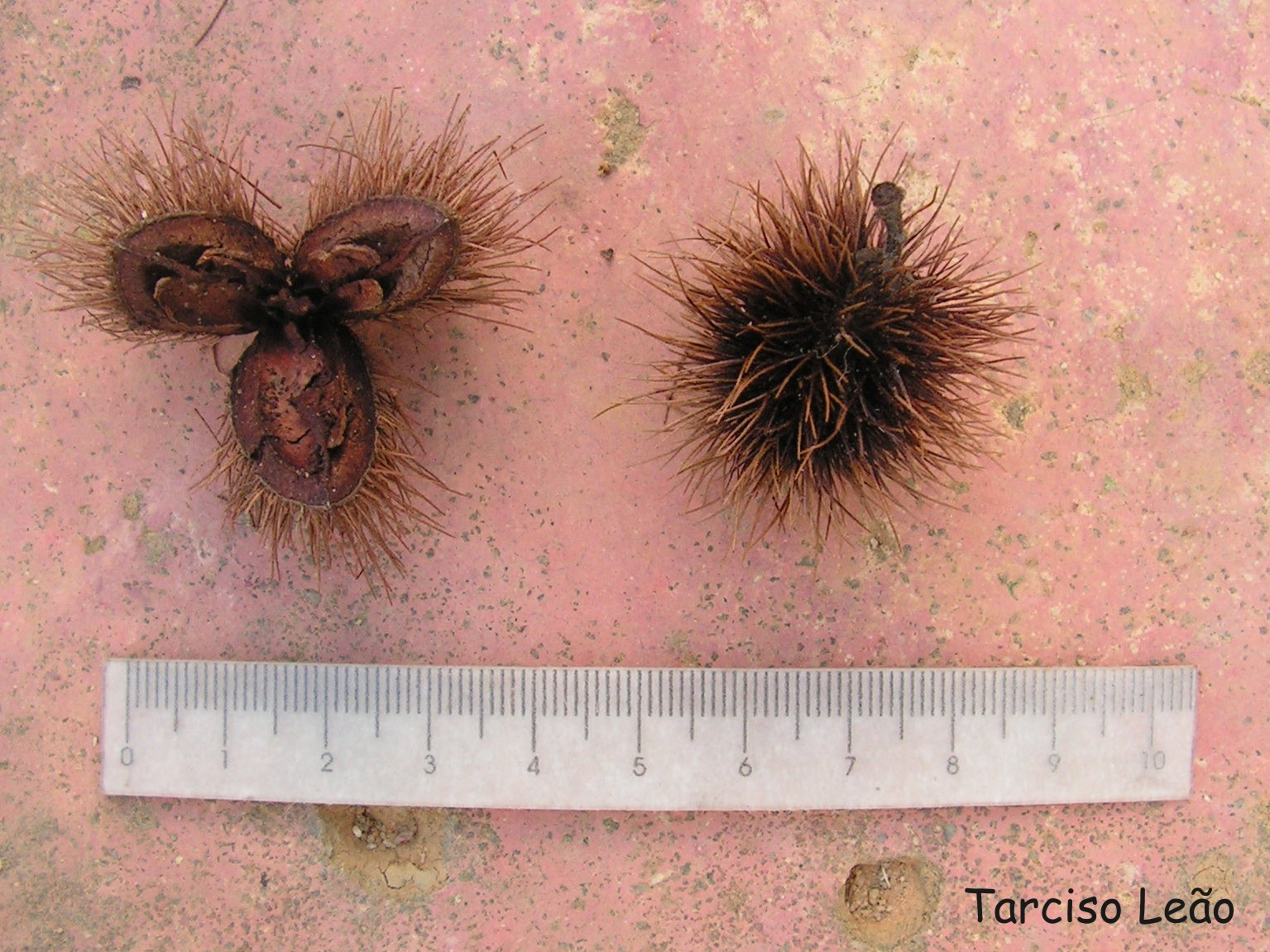
Vieux fruits de Sloanea guianensis